# سیارک ۱۷۱۹۸
سیارک ۱۷۱۹۸ (به انگلیسی: 17198 Gorjup، نامگذاری:2000AA31) هفده هزار و صد و نود و هشتمین سیارک کشف شده‌است که در ۳ ژانویه ۲۰۰۰ کشف شد.
قدر مطلق سیارک برابر ۱۵.۵ است.